# H.U.V.A. Network
H.U.V.A. Network (Humans Under Visual Atmospheres Network) est un groupe (one-man band) suédois composé de Magnus Birgersson, un musicien originaire de Göteborg connu sous le pseudo Solar Fields et de Vincent Villuis, un musicien français connu sous le pseudo Aes Dana. 

## Histoire
En 2004, la rencontre des deux musiciens du label Ultimae Records donne naissance à un album Distances. Dans le processus de création de cet album, Villuis et Birgersson communiquent par Internet, la musique est composée séparément dans leurs studios : Birgersson au Jupiter Studio de Göteborg et Villuis à l'Ultimae Studio de Lyon. 
En 2005, leur apparition au festival de Glastonbury est gravée sur un CD. En 2009, ils sortent leur deuxième album, Ephemeris, où ils collaborent ensemble dans leurs deux studios. Plus tard, Vincent Villuis quitte le groupe, et Magnus Birgersson devient le seul détenteur du nom.

## Discographie

### Albums studio
- 2004 : Distances
- 2009 : Ephemeris

### Albums live
- 2010 : Live at Glastonbury Festival 2005

### Contributions
Sur les CD Fahrenheit Project, en solo ou en collaboration :
- 2002 : Fahrenheit Project Part 3
- 2003 : Fahrenheit Project Part 5
- 2006 : Fahrenheit Project Part 6